# 백문색
백문색(白文色, ? ~ ? )은 고려 초의 문신이다. 본관은 상당(上黨) 또는 직산(稷山)으로 추정된다.

## 생애
신라 간관(諫官) 백중학(伯仲鶴)의 후손으로 태봉(泰封) 때의 당나라 상인 왕창근(王昌瑾)의 고경문(古鏡文)을 해석한 백탁(白卓)의 아들이다. 
후삼국이 통일된 후인 940년 광평성리(廣評省吏)로 있다가 경주(慶州)의 수령을 맡아 경주의 6부(사로 6촌, 신라 6부) 명칭을 바꾸는 등 개편을 단행했다. 즉, 이씨(李氏)의 급량부(及梁部)를 중흥부(中興府)로, 정씨(鄭氏)의 사량부(沙梁部)를 남산부(南山部)로, 최씨(崔氏)의 본피부(本彼部)를 통선부(通仙部)로, 손씨(孫氏)의 점량부(漸梁部)를 장복부(長福部)로, 배씨(裵氏)의 한기부(漢歧部)를 가덕부(加德部)로, 설씨(薛氏)의 습비부(習比部)를 임천부(臨川部)로 바꾼 것이다.

## 가족관계
- 부 : 백탁(白卓)[2] - 병부시랑(兵部侍郞)
  - 아들 : 백사유(白思柔) - 한림학사(翰林學士)
  - 자부 : 낭주 최씨(朗州崔氏) - 민휴공(敏休公) 최지몽(崔知夢)의 딸[3]
    - 손자 : 백행린(白行隣) - 낭중(郎中)